# Калделаш (Гимарайнш)
Калделаш (порт. Caldelas) — район (фрегезия) в Португалии, входит в округ Брага. Является составной частью муниципалитета Гимарайнш. Находится в составе крупной городской агломерации Большое Минью. По старому административному делению входил в провинцию Минью. Входит в экономико-статистический субрегион Аве, который входит в Северный регион. Население составляет 5252 человека на 2001 год. Занимает площадь 2,72 км².
Покровителем района считается Апостол Фома (порт. São Tomé).